# У (пятая буква старомонгольского алфавита)
ᠤ‌ (монг. у үсэг, у усэг; маньчж. ᡥᡝᡵᡬᡝᠨᡳ ᡠ, хэргэни у) — пятая буква старомонгольского алфавита, используемая или использовавшаяся для записи монгольского, бурятского и эвенкийского языков, и в несколько изменённом виде — маньчжурского, сибинского, калмыцкого и ойратского.

## Использование
В чахарском диалекте монгольского языка обозначает звук [ʊ], а в халхаском — [ʊ], [ə] или нуль.
В тодо-бичиг — разновидности старомонгольского письма, использовавшейся для записи калмыцкого и ойратского языков с XVII века и до сих пор используемой ойратами Китая, — используется форма буквы с двумя хвостиками — ᡇ, которая обозначает звук [ʊ], а для обозначения долгого звука [ʊː] используется в сочетании с буквой у (ᡉ) — ᡇᡉ.
В маньчжурском алфавите буква обозначает звук [u].
В бурятском алфавите на основе старомонгольского письма также обозначала звук [ʊ].
В эвенкийском алфавите на основе старомонгольского письма, используемом в Китае, обозначает звук [ʊ], в латинском варианте алфавита ей соответствует буква Ɵ ɵ.

## Происхождение
У усэг происходит от староуйгурской буквы вав (изолированная и начальная формы — от букв алеф и вав), в свою очередь происходящих от согдийских букв алеф (𐼴) и вав (𐼴).

## Написание
- Отдельное написание — ᠣ.
- Эх (начало) — в начале слова состоит из титэма и гэдэса ( ᠣ‍ ).
- Дунд (середина) — в середине слова состоит из одного гэдэса ( ‍ᠣ‍ ).
- Адаг (конец) — в конце односложных слов пишется гэдэс ( ‍ᠣ᠋ ), в словах из двух и более слогов пишется гэдэс с хвостом ( ‍ᠣ ).

Изолированная «У»
«У» в начале слова (титэм и гэдэс)
«У» в середине слова (гэдэс)
«У» в конце слова (гэдэс с хвостом)
Изолированная «У» в тодо-бичиг
«У» в начале слова в тодо-бичиг
«У» в середине слова в тодо-бичиг
«У» в конце слова в тодо-бичиг
Изолированная «У» в маньчжурском
«У» в начале слова в маньчжурском
«У» в середине слова в маньчжурском
«У» в конце слова в маньчжурском